# Dipylon-Meister
Der Begriff Dipylon-Meister ist ein Notname für einen griechischen Bildhauer, über dessen Person außer seinen Werken nichts bekannt ist. Er stand am Anfang der attischen Marmorbildhauerei, seine Werke werden etwa in die Zeit zwischen 620 und 600 v. Chr. datiert.
Der Name „Dipylon-Meister“ leitet sich ab von dem Stadttor Dipylon (Doppeltor) im Bereich des ehemaligen Töpferviertels Kerameikos in Athen. Dort fanden Archäologen bei Grabungen zur Dokumentation des Tores am Karfreitag des Jahres 2002 eine monumentale archaische Jünglingsfigur (Kouros vom Heiligen Tor), die zusammen mit einer Sphinx, zwei Marmorlöwen und dem Fragment eines dorischen Kapitells in einer Reihe lag.
Das Gesicht der monumentalen Jünglingsfigur ist besser erhalten als bei allen bisher bekannten Werken des Dipylon-Meisters. Zu diesen zählt auch eine 620 v. Chr. entstandene Statue, die sich heute im Metropolitan Museum in New York befindet. Ein dem Kouros ähnlicher, bereits 1916 gefundener Kopf wirft die Frage auf, ob diese beiden Figuren zusammengehörten.